# Томас Руппрат
Томас Руппрат (нім. Thomas Rupprath, 16 березня 1977) — німецький плавець.
Призер Олімпійських Ігор 2000, 2004 років, учасник 2008 року.
Чемпіон світу з водних видів спорту 2003 року, призер 2001, 2007 років.
Чемпіон світу з плавання на короткій воді 2004 року, призер 2000, 2006 років.
Чемпіон Європи з водних видів спорту 2002 року, призер 1997, 1999, 2000 років.
Чемпіон Європи з плавання на короткій воді 1996, 1998, 2000, 2001, 2002, 2003, 2004, 2005, 2006, 2007 років, призер 1999, 2008, 2009 років.